# Eleocharis tuberculosa
Eleocharis tuberculosa là loài thực vật có hoa trong họ Cói. Loài này được (Michx.) Roem. & Schult. mô tả khoa học đầu tiên năm 1817.